# Trường Cao đẳng Dược Trung ương Hải Dương
Trường Cao đẳng Dược Trung ương - Hải Dương được thành lập theo Quyết định số 3689/QĐ-BGDĐT ngày 12/7/2007 của Bộ trưởng Bộ Giáo dục và Đào tạo trên cơ sở nâng cấp Trường Trung học Dược - Bộ Y tế (thành lập ngày 03/11/1965). Trường là cơ sở đầu tiên trong hệ thống các trường công lập chuyên đào tạo, bồi dưỡng nguồn nhân lực Dược có trình độ cao đẳng và các trình độ dưới cao đẳng, đóng vai trò cố vấn, giúp đỡ cho hầu hết các trường Trung cấp, Cao đẳng Y từ Đà Nẵng trở ra có đào tạo Dược sĩ Trung cấp, Dược sĩ Cao đẳng về chương trình, tài liệu, giáo trình, labo thí nghiệm, huấn luyện đội ngũ giảng viên,… Với hơn 50 năm xây dựng và phát triển, Trường Cao đẳng Dược Trung ương Hải Dương luôn là cơ sở đào tạo, nghiên cứu khoa học và chuyển giao công nghệ có uy tín về lĩnh vực Dược. Tính đến nay, Trường đã đào tạo được trên 20.000 cán bộ Dược trình Cao đẳng và các bậc thấp hơn cho ngành Y tế Việt Nam và nước bạn Lào, Campuchia. Học sinh – sinh viên của Trường tốt nghiệp ra trường đa số có việc làm ngay và được các cơ sở sử dụng đánh giá tốt về trình độ chuyên môn cũng như khả năng thích ứng với thực tế. Thương hiệu của Trường được khẳng định. Hiện nay, Trường đã và đang tiên phong trong lĩnh vực đào tạo Dược sĩ Cao đẳng có chất lượng cho cả nước.
Tháng 11/2017, nhà trường đã được Bộ Lao động - Thương binh và Xã hội lựa chọn là trường trọng điểm nghề quốc tế về nghề dược cấp quốc gia và cấp quốc tế.
Hàng năm nhà trường tuyển sinh số lượng lớn: trên 600 chỉ tiêu Cao đẳng chính quy, 300 chỉ tiêu Cao đẳng liên thông, 150 chỉ tiêu trung cấp chuyên nghiệp, hàng trăm chỉ tiêu Cao đẳng, trung cấp liên thông khối ngành sức khỏe (đào tạo văn bằng 2). Ngoài ra nhà trường là điểm đến lý tưởng trong công tác đào tạo, cập nhật kiến thức chuyên môn về dược đầu tiên tại các tỉnh Đồng bằng sông Hồng. 
Tỉ lệ tân dược sĩ hàng năm sau khi ra trường có việc làm ngay trên 85%, và đạt gần 100% sau 1 năm tốt nghiệp. Nhà trường trở thành đối tác chiến lược đối với một số công ty dược phẩm: Dolexphar, Công ty cổ phần dược - vật tư y tế Hải Dương, liên kết trao đổi đào tạo với trường Republic Polytechnic - Singapore, trường F+U Niedersachsen gGmbH - Đức.
Chất lượng đào tạo qua các thời kỳ luôn được giữ vững: hàng năm luôn có các cuộc thi giáo viên dạy giỏi/hội thi nhà giáo giáo dục nghề nghiệp, liên tục có giảng viên tham dự và đạt giải nhất, nhì tỉnh Hải Dương, là đại diện của tỉnh Hải Dương tham dự cấp quốc gia và đạt những thành tích đáng khích lệ: giải ba cấp quốc gia: nhà giáo An Văn Thành, nhà giáo Nguyễn Ngọc Linh, nhà giáo Đỗ Thanh Uyên, nhà giáo Nguyễn Thị Thu Huyền và nhiều giải khuyến khích khác.
Dược sĩ tốt nghiệp trường Cao đẳng Dược Trung ương - Hải Dương luôn được xã hội thừa nhận và đánh giá cao về chất lượng, ưu tiên tuyển dụng.
Hàng năm có nhiều công trình nghiên cứu cấp cơ sở, cấp tỉnh, cấp bộ được nghiệm thu có tính hàn lâm khoa học cao và nhiều công trình được áp dụng vào sản xuất đại trà quy mô công nghiệp. 

Hiện tại, ngoài tổ hợp nghiên cứu phòng thí nghiệm trung tâm (khu B), nhà trường đang xây dựng các tổ hợp giảng đường theo nguồn ngân sách của bộ Y tế và nguồn ngân sách của nhà trường: xây dựng và hoàn thiện tòa nhà 7 tầng (năm 2018), tòa nhà 8 tầng (năm 2021) với những hệ thống giảng đường cỡ lớn, labo thí nghiệm chuẩn quốc gia, quốc tế; Trung tâm nghiên cứu - sản xuất - kinh doanh và dịch vụ, phòng tập đa chức năng...và nhiều công trình lớn khác.

Lãnh đạo Trường: 03 (01 Hiệu trưởng, 02 Phó Hiệu trưởng); hiện có 6 phòng chức năng, 8 bộ môn, 1 trung tâm. Hiện tại nhà trường có 04 tiến sĩ, trên 70% giảng viên có trình độ sau đại học.

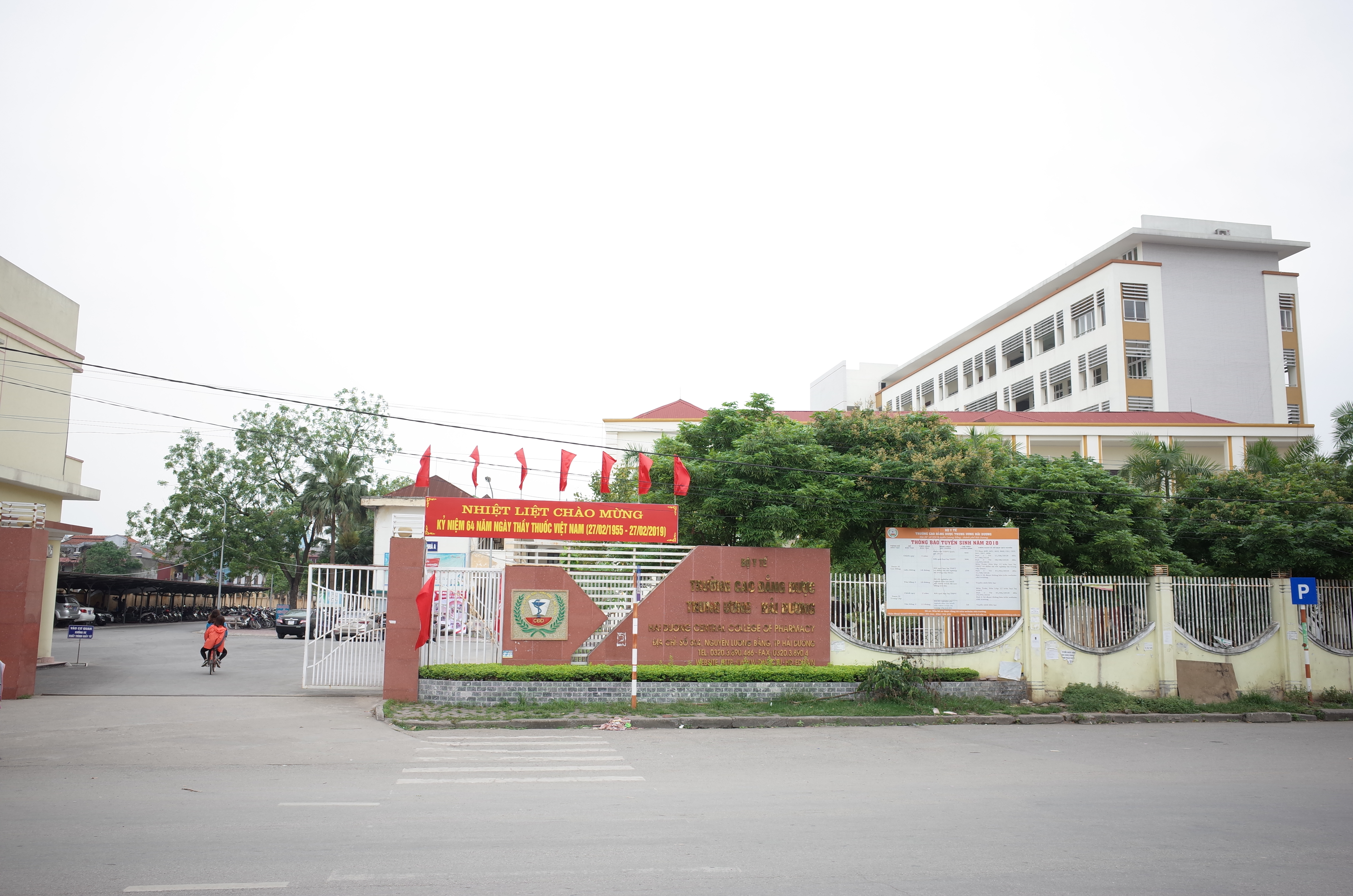
Cổng trường Cao đẳng Dược Trung ương - Hải Dương năm 2015

## Quyết định Thành lập
Quyết định số 3689/QĐ-BGDĐT ngày 12/7/2007 của Bộ trưởng Bộ Giáo dục và Đào tạo

## Chức năng, nhiệm vụ
- Đào tạo và bồi dưỡng cán bộ Dược có trình độ Cao đẳng và dưới Cao đẳng phục vụ cho sự phát triển kinh tế xã hội và an ninh quốc phòng.
- Nghiên cứu thực nghiệm khoa học và kỹ thuật công nghệ phục vụ cho công tác đào tạo và sản xuất kinh doanh theo ngành nghề.
- Biên soạn chương trình chi tiết các môn học bậc Cao đẳng 3 năm, bậc Trung cấp 2 năm, CNKT Dược và hệ Dược tá theo chỉ đạo của Bộ Y tế.
- Quản lý cơ sở vật chất kỹ thuật, phục vụ đầy đủ và kịp thời cho công tác dạy và học.
- Liên kết với các cơ sở hữu quan, tổ chức dạy nghề và phát huy vai trò trung tâm văn hoá kỹ thuật của Trường tại địa phương nơi trường đóng.
- Quản lý công tác tổ chức và cán bộ, bồi dưỡng cán bộ, giảng viên, đáp ứng nhu cầu chuẩn hoá. Coi trọng đổi mới về tổ chức hoạt động các mặt trong nhà trường.
- Tổ chức thực hiện công tác giáo dục chính trị tư tưởng, giáo dục toàn diện đối với HSSV. Thực hiện đầy đủ các chế độ, chính sách đối với học sinh - sinh viên theo đúng quy định.